# 食環境科学
食環境科学（しょくかんきょうかがく）は、食料や食品、食事といった食に関する環境についての学術、学問。
食の安全#食環境にある通り、健康的で安全な食生活を送るため、健全な食をめぐる環境を食環境と呼ぶ。
現在、日本では健康な食事・食環境推進事業を特定非営利活動法人日本栄養改善学会と日本給食経営管理学会が中心になり、栄養バランスのとれた食事がとりやすい食環境整備の推進を目指し生活習慣病関連学会や「健康経営」推進団体とともに、「健康な食事・食環境」コンソーシアムを立ち上げ、「健康な食事」認証制度を行っている。

## 食環境科学科など
石巻専修大学には2013年から理工学部の基礎理学科、生物生産工学科を食環境学科に改組した。
東洋大学板倉キャンパスに2013年生命科学部にあった食環境科学科を分割し、食環境科学部食環境科学科、大学院は食環境科学研究科が設置されている。
京都大学農学部農芸化学系 大学院農学研究科 食品生物科学専攻に、3つの大講座より構成され、食品生命科学講座に、食環境学分野があり、生命科学研究の一環として食品を探求している。
京都府立大学では大学院生活科学研究科を人間環境科学研究科に改称し、同研究科に食生活科学専攻を改称し、食環境学専攻が設置されている。
福山市立女子短期大学 生活学科 生活学専攻：衣食住に関する科目や教職を目指すための科目が含まれている「家庭生活」、主に食に関する科目を学ぶ「食環境」の各コース
金城学院大学では家政学部を生活環境学部に名称変更。生活環境学部に食環境栄養学科を増設している。
山形大学に平成27年まで地域教育文化学科食環境デザインコース食環境プログラムが設置されていた。
西九州大学短期大学部コース制は、平成24年度入学生までで食物栄養学科に食環境のコースがあった。
八戸学院短期大学ライフデザイン学科では「食・環境・美」のフィールドが設けられている。
鹿児島大学農学部食料生命科学科（農芸化学科）に食環境制御科学コースが設けられている。
兵庫県立大学環境人間学部環境人間学科に、食環境栄養課程（管理栄養士養成課程）が設けられている。
酪農学園大学に、農食環境学群が設けられている。